# Kočár do Vídně
Kočár do Vídně je český film, natočený roku 1966 režisérem Karlem Kachyňou. Scénář napsal společně s Janem Procházkou podle stejnojmenné knižní předlohy.

## Příběh
Děj se odehrává na jižní Moravě, těsně před koncem 2. světové války, v roce 1945. Hlavní hrdince Kristě oběsili Němci kvůli malému přestupku těžce pracujícího manžela. Nenávidí německé vojáky i celou válku. Dva rakouští zběhové donutí Kristu, aby je odvezla na svém žebřiňáku do Rakouska. Krista je záměrně vede špatným směrem. Cestou si plánuje vraždu, postupně zbavuje vojáky zbraní, chová se k nim nepříjemně a lhostejně a čeká na vhodnou příležitost. V jednu chvíli se prozradí, zběhové ji zaženou do lesa a ujedou s povozem. Když je Krista dožene, je starší voják následkem zranění mrtvý a mladší mu kope hrob. Krista má konečně šanci nenáviděného „Němce“ zabít, ale nenachází dostatek sil. Ve své bolesti a osamění se oba truchlivci sblíží a vyčerpáni si usnou v objetí. Ráno je nachází partyzáni a oba čeká nemilý osud. Nakonec je jedno, kdo je na jaké straně, krutost je všem společná.

## Výrobní štáb
- Režie: Karel Kachyňa
- Námět: Jan Procházka
- Scénář: Jan Procházka, Karel Kachyňa
- Kamera: Josef Illík
- Hudba: Jan Novák
- Premiéra: 11. listopadu 1966

## Hrají
- Krista – Iva Janžurová
- vojáček – Jaromír Hanzlík (německy mluví Klaus-Peter Thiele)[1]
- raněný voják – Luděk Munzar (německy mluví Ulrich Thein)[1]
- partyzáni – Vladimír Ptáček, Ivo Niederle, Jiří Žák, Zdeněk Jarolímek, Ladislav Jandoš